# 野口寧斎
野口 寧斎（のぐち ねいさい、1867年4月29日（慶応3年3月25日） - 1905年（明治38年）5月12日）は、明治時代の漢詩人。肥前国諫早出身。

## 経歴
明治初期の漢詩人であり官吏（内閣少書記）であった野口常共（号は松陽）と妻・栄子の長子。名は弌（いち）、通称は一太郎。父は諫早家の侍医野口良陽の子。
別号は唐宋皆師閣主人、嘯楼（いずれも漢詩制作時に用いる）、謫天情仙（小説批評時に用いる）、鶯金公子、後備詞官（いずれも狂詩制作時に用いる）など多数。
明治4(1871)年父に伴われて上京。父没後、哲学館に入り、かたわら漢詩を森春濤･森槐南父子に学んだ。
漢詩以外にも、小説批評や狂詩、紀行文など多方面で活躍した。小説時評は硯友社との交流の中から執筆され、とくに『舞姫』についての批評を記し、森鷗外自身によって好意的に言及された。また、当時の小説や戯曲を主として七言律詩によって評した「韻語陽秋」が人気を博し、『太陽』や『めざまし草』などに連載されている。童話作家として知られる巖谷小波とは生涯にわたる交友を結び、狂詩の応酬などを行った。
晩年はハンセン病に苦しんだが、旺盛な文学活動を行い、同じ時期、結核を患いながら俳句に精進した正岡子規と比肩された。漢詩人としては、明治期漢詩界の大家森槐南の一番弟子として、明治二十年代以降の東京漢詩壇において中心的な存在で「漢詩中興の祖」と呼ばれた。乃木希典や森鴎外も彼の漢詩に非常に敬意を払い、教えを請うたことでも知られる。
1903年（明治36年）から漢詩雑誌『百花欄』を発刊し、漢詩の振興を図った。
1905年、父松陽と同じくように若くして亡くなり、享年39。遺体の死因鑑定には、身長151.5cm、体重は28800gで、表皮は容易く剥離し、真皮は暗緑に汚れ赤みを帯びた蒼白、皮下には大量のガスが溜まり、筋肉脂肪は少ないとある。

### 殺人説
その死はハンセン病による病死と言われているが、寧斎の自宅（麹町区二番町2-56）に同居していた義弟（妹婿：野口男三郎）に殺害されたのではないかとも言われている。当時義弟の男三郎は愛妻にも兄：寧斎のハンセン病が遺伝するのでは（兄妹の父はハンセン病にて他界していた為）と怖れ、「人肉はハンセン病に効く」という当時の噂を真に受け、11歳の少年を殺してその肉を何も知らない妻と寧斎に振舞ったという嫌疑（殺人の嫌疑）で逮捕されていたため、家人は義弟の寧斎殺しも疑った。
遺体解剖で寧斎の死は、両胸部に外力による溢血または窒息か不明とされた。押収品にストリキニーネやアミルアルコールがあり、その中毒死またはその他の薬物による毒殺が疑われたが、明確な判定はでなかった。しかし死因が明らかではなかったものの、総合すれば「病死によるものではない」という所見であり、男三郎はその事実を突きつけられて厳しい尋問を受け、野口家の長男である寧斎の財産を狙った自身の犯行である事を自白した。ちなみにその日、男三郎は友人に頼んでアリバイ工作もしていたとも云う。
ところが裁判では、当時の敏腕弁護士花井卓蔵によって自白は覆され、少年殺しと寧斎殺しは証拠不十分によって無罪となったが、別に行商殺しの罪では有罪となって死刑となった。このような経緯から、推定無罪ではあったものの、寧斎の死も男三郎による殺人であったのではないかという説がある。

## 家族
- 父・野口常共（松陽、1842-1881） - 内閣少書記、漢詩人。元佐賀藩士。諫早領主の侍医・野口良陽の子として生まれ、福田渭水、河野鉄兜らに学び、諫早の郷校「好古館」の教師となり、明治維新後、三条実美の内翰史を経て、太政官に出仕、文書行政官として活躍したが、病弱のため自ら免官を申し出、修史館に移った翌年に39歳で病死。[3]
- 母・恵以子
- 弟・島文次郎（1871-1945） - 京都帝国大学附属図書館初代館長。常共の二男として生まれ、島惟精の養子になり家督を継ぐ[4]。東京帝国大学文科大学卒業後、学友らと帝国文学会を結成し、大学院卒業後、京都帝国大学法科大学助教授、同文科大学助教授を経て、1908年に同大学司書官、1912年より京都帝大助教授と第三高等学校教授を兼任したが、1923年に中途退官し、1927年に京都女子高等専門学校の英文学講師となった。翌年、58歳で19歳下の高井楳乃（1890-1955）と結婚（楳乃は再婚）[3]。楳乃は和歌山のみかん農家の娘に生まれ、前夫と死別後、京都女子高等専門学校で学んで同校の教諭となった人物で、自宅で楳乃が月2回開催していた古典講義は、のちに老いらくの恋と騒がれた川田順と鈴鹿俊子の出会いの場となった[3]。
- 妹・曽恵子 - 野口男三郎の妻。寧斎殺しの嫌疑で野口が逮捕された際には、共犯の疑いで収監された[5]。

## その他
森鷗外の小説『ヰタ・セクスアリス』に原口安斎として登場する。
獄中の男三郎の様子は、「要するにごく気の弱い男なんだ」と、大杉栄が『獄中記』で詳しく描いている。

## 著作
- 三体詩評釈 上巻・中巻・下巻 新進堂（1894年）
- 三体詩評釈 郁文舎（1910年）
- 少年詩話 少年叢書第二編 博文館（1897年）
- 寧斎詩話 −少年詩話 史詩談 開春詩紀 博文館（1905年）
- 大纛餘光 野口寧斎編 新進堂（1895年）